# Sebastián Carrizo
Sebastián Darío Carrizo (San Isidro, Buenos Aires, Argentina; 25 de febrero de 1978) es un exfutbolista argentino que jugaba como  mediocampista. Tuvo un destacado desempeño en clubes argentinos como Talleres de Córdoba, Independiente y Tigre. Su último equipo fue General Paz Juniors de Córdoba

## Clubes
| Club                           | País      | Año         |
| ------------------------------ | --------- | ----------- |
| Tigre                          | Argentina | 1997 - 2000 |
| Talleres de Córdoba            | Argentina | 2000 - 2003 |
| Independiente de Avellaneda    | Argentina | 2004 - 2006 |
| UD Vecindario                  | España    | 2007        |
| Independiente de Avellaneda    | Argentina | 2007 - 2008 |
| Olimpo de Bahía Blanca         | Argentina | 2008        |
| Deportivo Textil Mandiyú       | Argentina | 2009        |
| Guaraní Antonio Franco         | Argentina | 2010        |
| Racing de Córdoba              | Argentina | 2010        |
| Real Potosí                    | Bolivia   | 2011        |
| San José                       | Bolivia   | 2012 - 2013 |
| Nacional Potosí                | Bolivia   | 2013 - 2014 |
| Racing de Córdoba              | Argentina | 2014 - 2016 |
| General Paz Juniors de Córdoba | Argentina | 2019        |